# 정선역
정선역(Jeongseon station, 旌善驛)은 강원특별자치도 정선군 정선읍 애산리에 위치한 정선선의 철도역이다.
민둥산역과 청량리역에서 출발하는 정선아리랑열차가 이 역을 거처 아우라지역까지 운행한다.

## 연혁
- 1966년 8월 24일 : 역사 신축 착공
- 1966년 12월 30일 : 역사 준공
- 1967년 1월 20일 : 영업 개시[2]
- 1979년 12월 1일 : 민수용 무연탄도착취급역 지정[3]
- 1996년 5월 10일 : 민수용 무연탄도착취급역 지정취소[4]
- 2002년 11월 27일 : 정선아리랑유람열차 운행개시
- 2006년 5월 1일 : 소화물취급 중지
- 2006년 11월 15일 : 화물취급 중지[5]
- 2015년 1월 15일 : 무궁화호 정기 운행 종료
- 2015년 1월 22일 : 정선아리랑열차 운행 개시
- 2023년 5월 15일 : 정선역 승차권 발매중지

### 승강장
| ↑선평     |
| 승강장 \| |
| 나전↓     |

| 승강장 | 정선선 | A-train | 아우라지·청량리 방면 |

## 정보
- 해피선데이 1박 2일의 촬영장소이기도 하다.
- 구절리역의 영업 중지로 인해 구절리역의 역 방문 스탬프는 이 역으로 이동 비치되었다.
- 가리왕산의 회동광산까지 연결되는 지선인 (가칭)'회동선'(檜洞線)이 존재했음이 확인되고 있으나, 정식 명칭, 개설 및 폐지 시기 등은 알려져 있지 않다.
- 이 역과 아우라지역 구간은 대한민국에서 유일하게 정기 여객 열차가 통표 폐색 방식으로 운행하는 구간이다.
- 스탬프는 매표소 바로 앞에 있다.
- 이 역은 1인근무역으로 지정되어 있다.
- 정선역에서는 더 이상 승차권을 발매하지 않으므로, 열차승차후 승무원에게 구입해야 한다.

## 인접한 역
| 정선선           | 정선선         | 정선선             |
| ---------------- | -------------- | ------------------ |
| 선평 청량리 방면 | 정선아리랑열차 | 나전 아우라지 방면 |